# Mimeresia tessmanni
Mimeresia tessmanni är en fjärilsart som beskrevs av Karl Grünberg 1910. Mimeresia tessmanni ingår i släktet Mimeresia och familjen juvelvingar. Inga underarter finns listade i Catalogue of Life.